# Louise Dolan
Louise Ann Dolan  (5 de abril de 1950) es una física matemática estadounidense y profesora de física en la Universidad de Carolina del Norte en Chapel Hill. Realiza investigación en física de partículas teórica, teorías de gauge, gravedad y teoría de cuerdas, y es considerada generalmente como una de las mayores expertas del mundo en este campo. Su trabajo es pionero en física de partículas.

## Biografía
Tras graduarse del Wellesley College de física en 1971, recibió una beca Fulbright y estudió en la Universidad de Heidelberg, Alemania. Recibió su doctorado en física teórica del Instituto Tecnológico de Massachusetts en 1976 y fue miembro de la Society of Fellows de la Universidad de Harvard de 1976 a 1979. Se unió entonces a la Universidad Rockefeller en Nueva York como investigadora asociada, y fue ascendida a profesora ayudante en 1980, y profesora asociada en 1982. En 1990, Dolan se unión a la Universidad de Carolina del Norte, Departamento de Física y Astronomía, donde ocupa el cargo de profesora distinguida de universidad.

## Contribuciones
Dolan es responsable de varios descubrimientos importantes que han hecho avanzar el estudio de física de partículas elementales. Es coautora de «Symmetry Behavior at Finite Temperature», ampliamente citado, de 1974. Este artículo se convirtió en parte de los fundamentos del análisis cuantitativo de las transiciones de fase en el universo primigenio en teorías cosmológicas, y es ampliamente reconocido como un trabajo referente. En 1981 fue pionera en el uso de álgebras afines en física de partículas y sus brillantes contribuciones a la teoría de cuerdas incluyen simetrías en la teoría de cuerdas de tipo II y estructuras integrables en teorías de gauge no abelianas superconformes. Su trabajo ha revolucionado la teoría de cuerdas, y es considerada una de las fundadoras del campo.
Es miembro de la American Physical Society y es autora de más de ochenta publicaciones científicas. Dolan es también la investigadora principal de una beca del Departamento de Energía de Estados Unidos, que subvenciona el programa de teoría de cuerdas en Chapel Hill.

## Enseñanza
Dolan imparte regularmente clases de posgrado relacionadas con la mecánica cuántica en la Universidad de Carolina del Norte en Chapel Hill. Estas incluyen Mecánica Cuántica I y II, Teoría de Campos, Electromagnetismo y Teoría de Grupos.

## Premios
- 1971: Beca de Alumnos de Wellesley
- 1971: Beca Woodrow Wilson
- 1987: Premio Maria Goeppert-Mayer de la American Physical Society
- 1988: Beca Guggenheim
- 2004: Premio a los Logros de Alumnos de Wellesley